# إصلاح القوانين
يشير مصطلح لجنة إصلاح القوانين إلى لجنة كانت تعقد في إنجلترا و يتولى وزير العدل مهمة تعيين أفرادها «للمناقشة، مع مراعاة القرارات القضائية بشكل خاص، أي التغييرات المرغوب في تنفيذها على مثل هذه المبادئ القانونية؛ حيث يمكن لوزير العدل من وقت لآخر الرجوع الى اللجنة».
أعلن النائب العام ليونيل هيلد عن قرار وزير العدل بتأسيس هذه اللجنة في 2 مايو 1952، في حفل عشاء استضافته جمعية القوانين بمقاطعة سري الغربية. وأشارت مجلة المحامون أن الخطوة المقترحة قد «تأخرت عن موعدها». وتم تعيين اللجنة في تاريخ 16 يونيو 1952. وفي عام 2006، أشار جون ويلر أن اللجنة كانت «غير فاعلة».

## التركيب
كان ستة أعضاء من هذه اللجنة يعملون كقضاة، واثنين مستشارا الملكة، ومحاميان اثنان والثلاثة أعضاء الباقون أساتذة  في القانون.

## التقارير
- التقرير الثالث (مسؤولية الشاغلين أمام المدعوين وحاملي التراخيص والمعتدين). ورقة أوامر 9305. HMSO (مكتب جلالة ملكة بريطانية للقرطاسية). لندن. نوفمبر 1954.
- التقرير التاسع (المسؤولية التقصيرية بين الزوج والزوجة). ورقة أوامر 1268. HMSO (مكتب جلالة ملكة بريطانية للقرطاسية). لندن. يناير 1961.
- التقرير الحادي عشر. ورقة أوامر 2017. 1963.
- التقرير الثاني عشر (نقل ملكية المنقولات). ورقة الأوامر 2958. HMSO (مكتب جلالة ملكة بريطانية للقرطاسية). لندن. أبريل 1966.
- التقرير الثالث عشر (أدلة سماعية في الدعاوى المدنية). ورقة أوامر 2964. HMSO (مكتب جلالة ملكة بريطانية للقرطاسية). لندن. مايو 1966.
- التقرير الرابع عشر (اكتساب حقوق الارتفاق والأرباح بالتقادم). ورقة أوامر 3100. HMSO (مكتب جلالة ملكة بريطانية للقرطاسية). لندن. أكتوبر 1966.
- التقرير الخامس عشر (الحكم في هوينجتون ضد هيوثورن). ورقة أوامر 3391. HMSO (مكتب جلالة ملكة بريطانية للقرطاسية). لندن. سبتمبر 1967.
- التقرير السادس عشر (امتياز في الدعاوى المدنية). ورقة أوامر 3472. HMSO (مكتب جلالة ملكة بريطانية للقرطاسية). لندن. ديسمبر 1967.
- التقرير السابع عشر (أدلة الرأي وشهادة الخبير). ورقة أوامر 4489. HMSO (مكتب جلالة ملكة بريطانية للقرطاسية). لندن. أكتوبر 1970.
- التقرير الثامن عشر (التحويل ودعوى نزع اليد عن الملكية المشغولة بصورة غير قانونية). ورقة أوامر 4774. HMSO (مكتب جلالة ملكة بريطانية للقرطاسية). لندن. سبتمبر 1971.
- التقرير التاسع عشر (تفسير الوصايا). ورقة أوامر 5301. HMSO (مكتب جلالة ملكة بريطانية للقرطاسية). لندن. مايو 1973.
- التقرير العشرون (التقرير المؤقت الخاص بتقادم الدعاوى: في ادعاءات الإصابة الشخصية). ورقة أوامر 5630. HMSO (مكتب جلالة ملكة بريطانية للقرطاسية). لندن. مايو 1974.
- التقرير الحادي والعشرون (التقرير النهائي الخاص بتقادم الدعاوى). ورقة أوامر 6923. HMSO (مكتب جلالة ملكة بريطانية للقرطاسية). لندن. سبتمبر 1977.
- التقرير الثاني والعشرون (عمل الوصايا وإبطالها). ورقة أوامر 7902. HMSO (مكتب جلالة ملكة بريطانية للقرطاسية). لندن. مايو 1980.
- التقرير الثالث والعشرون (صلاحيات وواجبات الأوصياء). ورقة أوامر 8733. HMSO (مكتب جلالة ملكة بريطانية للقرطاسية). لندن. أكتوبر 1982.
- التقرير الرابع والعشرون (الأضرار الخفية). ورقة الأوامر 9390. HMSO (مكتب جلالة ملكة بريطانية للقرطاسية). لندن. نوفمبر 1984.

### التطبيق
تم تنفيذ التوصيات الواردة في التقرير الثالث بموجب قانون مسؤولية الشاغل لعام 1957.
لم يتم تنفيذ التوصيات الواردة في التقرير الثاني عشر بحلول عام 2006.
وأعطت التوصيات الواردة في التقرير الثامن «تأثيرًا جزئيًا ومعدلًا» بموجب قانون الاعتداءات (تداخل السلع) لعام 1977.
تم تنفيذ التوصيات الواردة في التقرير التاسع عشر بموجب القسمين 20 و21 من قانون إجراء العدل لعام 1982.
تم تنفيذ التوصيات الواردة في التقرير الحادي والعشرين بموجب قانون تعديل التقادم لعام 1980.
تم تنفيذ التوصيات الواردة في التقرير الثاني والعشرين بموجب القسم 17 من قانون إجراء العدل لعام 1982.
تم تنفيذ التوصيات الواردة في التقرير الرابع والعشرين بموجب قانون الأضرار الخفية لعام 1986.